# バイバイ ハッピーデイズ!
「バイバイ ハッピーデイズ!」は、KARAの8枚目のシングル。2013年3月27日に、ユニバーサルミュージック
から発売。

## 概要
前作「エレクトリックボーイ」から、約5か月ぶりのシングル。表題曲は、卒業ソングとなっており、3月2日に幕張メッセで行われた「U-EXPRESS LIVE 2013」で初披露された。
初動売り上げは、6.5万枚で、前作の初動を上回った。

## 収録曲

### 初回盤A
CD
1. バイバイ ハッピーデイズ!
作詞・作曲：磯貝サイモン 編曲：ArmySlick
2. マイボーイ
作詞・作曲・編曲：Play Kid (Kim Won Hyun) 日本語詞：森若香織
韓国で2011年9月にリリースされたアルバム『STEP』の収録曲「DATE (My Boy)」の日本語Ver.
3. バイバイ ハッピーデイズ! (Instrumental)
4. マイボーイ (Instrumental)

DVD
1. バイバイ ハッピーデイズ! (Music Video Clip)
2. バイバイ ハッピーデイズ! (Dance Shot Ver.)
3. バイバイ ハッピーデイズ! (Music Video Clipオフショット)

### 初回盤B
CD
1. バイバイ ハッピーデイズ!
2. マイボーイ
3. バイバイ ハッピーデイズ! (Instrumental)
4. マイボーイ (Instrumental)

DVD
1. オリオン (Music Video Clip)
2. オリオン (Close-up Ver.)
3. オリオン (Music Video Clipオフショット)

### 初回盤C
CD
1. バイバイ ハッピーデイズ!
2. マイボーイ
3. バイバイ ハッピーデイズ! (Instrumental)
4. マイボーイ (Instrumental)
5. Beautiful Night (韓国語曲)
作詞・作曲・編曲：Play Kid
  - ボーナストラック。なくなり次第ボーナストラックなしの通常盤に移行。